# Scelotes sexlineatus
Espèce
Statut de conservation UICN

 LC  : Préoccupation mineure
Synonymes
- Seps sexlineatus Harlan, 1824

Scelotes sexlineatus est une espèce de sauriens de la famille des Scincidae.

## Répartition
Cette espèce est endémique du Cap-du-Nord en Afrique du Sud. Elle se rencontre dans le Namaqualand.

## Publication originale
- Harlan, 1824 : Description of a new species of biped Seps. Journal of the Academy of Natural Sciences of Philadelphia, vol. 4, p. 284-286 (texte intégral).